# گنامبو مورو
گنامبو مورو (به لاتین: Gnambo Mouro) یک عوارض جغرافیایی در اتحاد قمر است که در آنژوان واقع شده‌است.

## خصوصیات
گنامبو مورو  ۲٬۶۰۱ نفر جمعیت دارد.